# 文応
文応（、旧字体：文󠄁應）は、日本の元号の一つ。正元の後、弘長の前。1260年から1261年までの期間を指す。この時代の天皇は亀山天皇。鎌倉幕府将軍は宗尊親王、執権は北条長時。

## 改元
- 正元2年4月13日（ユリウス暦1260年5月24日）：亀山天皇即位による代始改元。
- 文応2年2月20日（ユリウス暦1261年3月22日）：弘長に改元。

## 文応期におきた出来事
元年
- 7月16日：日蓮が「立正安国論」を著し幕府に上呈する。

## 西暦との対照表
※は小の月を示す。
| 文応元年（庚申） | 一月      | 二月※ | 三月  | 四月 | 五月※ | 六月 | 七月※ | 八月  | 九月※ | 十月※ | 十一月 | 十二月※  |
| ---------------- | --------- | ----- | ----- | ---- | ----- | ---- | ----- | ----- | ----- | ----- | ------ | -------- |
| ユリウス暦       | 1260/2/13 | 3/14  | 4/12  | 5/12 | 6/11  | 7/10 | 8/9   | 9/7   | 10/7  | 11/5  | 12/4   | 1261/1/3 |
| 文応二年（辛酉） | 一月      | 二月  | 三月※ | 四月 | 五月※ | 六月 | 七月  | 八月※ | 九月  | 十月※ | 十一月 | 十二月※  |
| ユリウス暦       | 1261/2/1  | 3/3   | 4/2   | 5/1  | 5/31  | 6/29 | 7/29  | 8/28  | 9/26  | 10/26 | 11/24  | 12/24    |